# Pomnik Wiktora Emanuela II w Rzymie
Pomnik Wiktora Emanuela II (wł. Monumento a Vittorio Emanuele II), egzonim wariantowy: Ołtarz Ojczyzny (wł. Altare della Patria); nazywany także: Vittoriano – neoklasycystyczny pomnik, znajdujący się w Rzymie, w rione Campitelli, na północnym zboczu Kapitolu, przy placu Weneckim. Budowa monumentu według projektu Giuseppe Sacconiego dla upamiętnienia króla Wiktora Emanuela II, który odegrał istotną rolę w procesie zjednoczenia Włoch rozpoczęła się w 1885 roku. W 1911 roku dokonano odsłonięcia nieukończonego jeszcze pomnika, zaś dziesięć lat później w jego centralnej części utworzono Grób nieznanego żołnierza. W 1935 wszystkie prace budowlane przy monumencie zostały zakończone, ponadto we wnętrzach budowli otwarto Centralne Muzeum Zjednoczenia Włoch.
Pomnik jest popularnym obiektem turystycznym w Rzymie, do czego znacząco przyczynia się umieszczony na jego szczycie taras widokowy. Jest także jednym z najczęściej odwiedzanych miejsc we Włoszech. Monument pełni przy tym ważną rolę w kształtowaniu tożsamości narodowej Włochów i jest miejscem organizacji obchodów świąt państwowych, tj. Dzień Wyzwolenia, Dzień Republiki oraz Dzień Jedności Narodowej i Sił Zbrojnych.

## Nazwa
Oficjalną nazwą pomnika potwierdzoną przez zarządzający nim, podległy włoskiemu Ministerstwu Dziedzictwa Kulturowego i Turystyki instytut Polo Museale del Lazio (pol. „Centrum Muzeów w Lacjum”) jest Monumento a Vittorio Emanuele II (pol. „Pomnik Wiktora Emanuela II”). W użytku pozostaje również wersja zawierająca słowo nazionale, oznaczające w j. pol. „narodowy”: Monumento Nazionale a Vittorio Emanuele II. Innymi nazwami pomnika są Altare della Patria (pol. „Ołtarz Ojczyzny”), która początkowo odnosiła się tylko do samej centralnej części pomnika, lecz z czasem zaczęto jej używać wobec całej budowli oraz Vittoriano, pochodząca od słowa Vittorio, będącego włoskojęzyczną wersją pierwszego imienia króla Wiktora Emanuela II.

## Historia

### Geneza i pierwszy konkurs
Wiktor Emanuel II, pierwszy władca powstałego w 1861 roku Królestwa Włoch był nazywany „Ojcem Narodu” oraz uchodził za symbol ruchu, który doprowadził do zjednoczenia państwa włoskiego (wł. Risorgimento). Cztery miesiące po jego śmierci, która nastąpiła 9 stycznia 1878 roku włoski parlament przyjął przygotowany przez ministra spraw wewnętrznych Giuseppe Zanardellego projekt uchwały o zbudowaniu poświęconego Wiktorowi Emanuelowi II „pomnika narodowego”. 23 września 1880 roku ogłoszono międzynarodowy konkurs na projekt pomnika, w którym nie określono żadnych wytycznych dotyczących lokalizacji czy form architektonicznych. W konkursie wzięło udział 311 architektów, a jego zwycięzcą został Francuz Henri-Paul Nénot, którego projekt przewidywał budowę pomnika w postaci kolumny wewnątrz eksedry na placu Piazza di Termini. Z powodu wielu różnych czynników, w tym zmienionej sytuacji politycznej kraju projekt Nénota nie został zrealizowany.

### Drugi konkurs i budowa

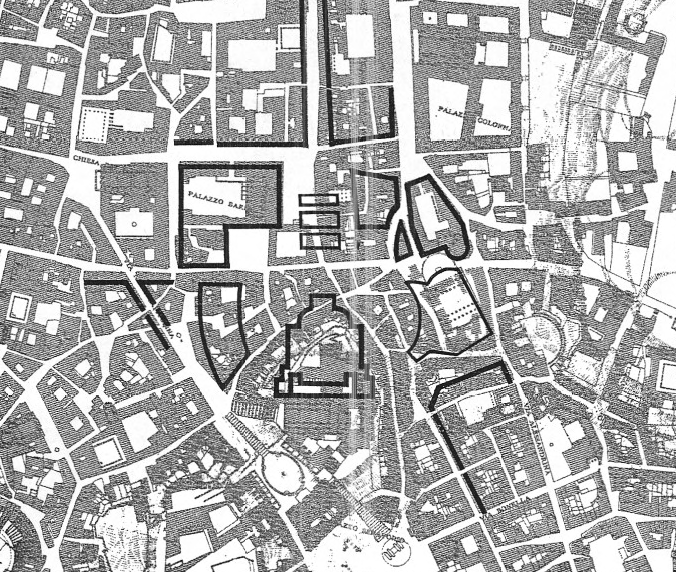
Plan pokazujący teren wyburzeń, jakich trzeba było dokonać aby zbudować pomnik

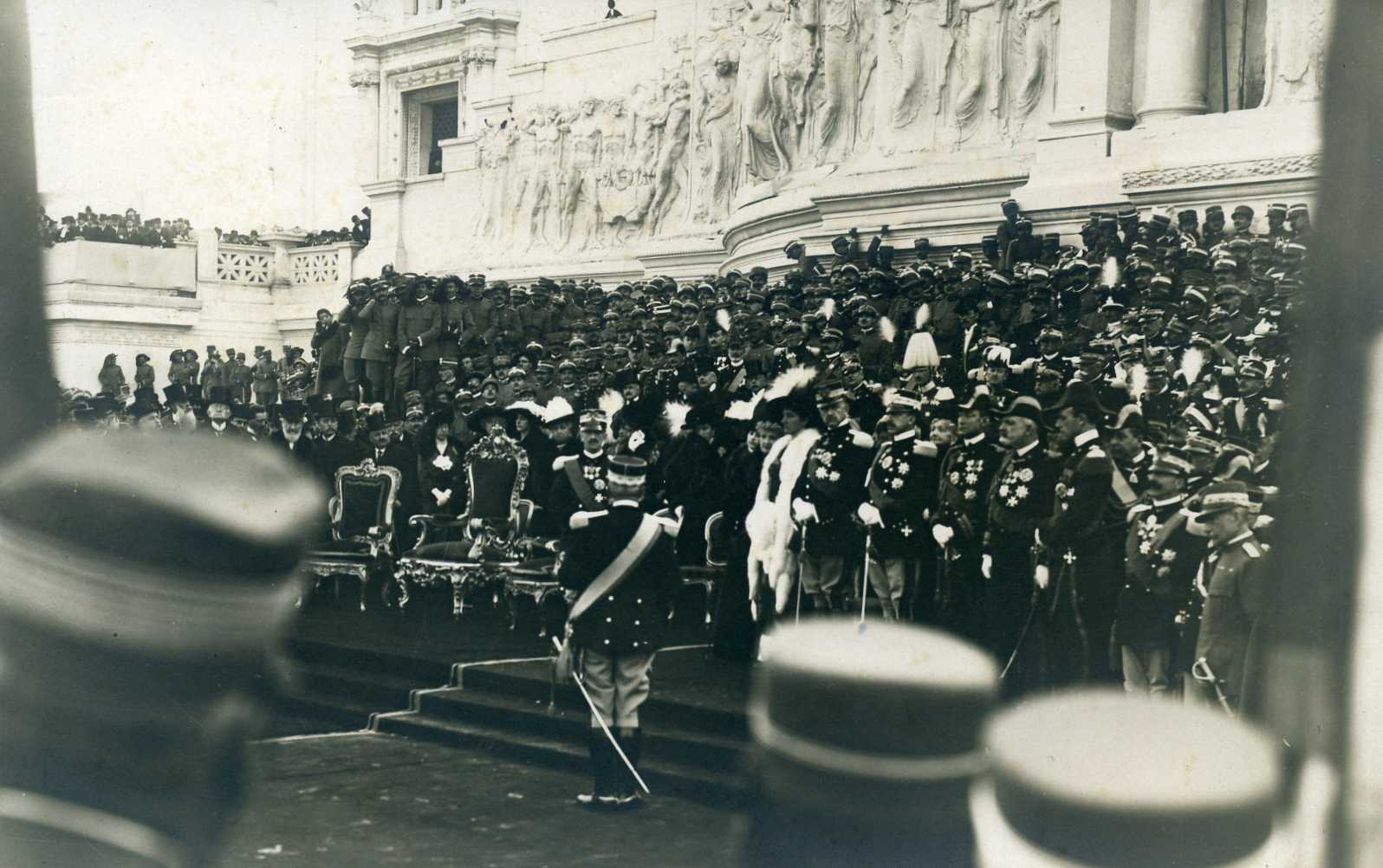
Ceremonia odsłonięcia pomnika w 1911 roku

Kolejny konkurs został ogłoszony 18 grudnia 1882 roku, lecz tym razem przed biorącymi w nim udział architektami postawiono precyzyjne warunki dotyczące realizacji projektu: pomnik ma być umiejscowiony na północnym zboczu Kapitolu, ma być dopasowany do przebiegu ulicy Via del Corso, ma zawierać wykonany z brązu konny posąg Wiktora Emanuela II, jego tło architektoniczne ma mieć nie mniej niż 30 m długości i 29 m wysokości; jego ogólny kształt jest kwestią dowolności, jednak musi być na tyle duży aby zasłonić znajdujące się za nim budynki, w tym boczną część bazyliki Matki Bożej Ołtarza Niebiańskiego. Na konkurs wpłynęło ogółem 98 prac, z których wstępnie wybrano trzy: autorstwa niemieckiego architekta Brunona Schmitza oraz dwóch Włochów: Manfreda Manfrediego i Giuseppe Sacconiego. Ostatecznie komisja królewska jednogłośnie wybrała projekt Sacconiego. Projekt ten zakładał stworzenie pomnika jako dużego, wysoko umieszczonego forum, które miało być otwarte dla publiczności. Pierwotnie chciano do jego budowy wykorzystać trawertyn, jednak ostatecznie zdecydowano się na biały marmur z miasta Botticino położonego w prowincji Brescia, na co wpływ miał sam Giuseppe Zanardelli, który pochodząc z tej prowincji chciał przyczynić się do rozwoju jej przemysłu. 
Niedługo później rozpoczęto wyburzanie dużego zespołu średniowiecznej i renesansowej zabudowy, znajdującego się na wyznaczonym dla pomnika terenie. Zniszczono wtedy m.in. wieżę Pawła III (wł. Torre di Paolo III) wraz z wiaduktem łączącym ją z pałacem Weneckim (wł. Palazzo Venezia), klasztor Ołtarza Niebiańskiego (wł. Convento dell’Ara Coeli), domy Michała Anioła i Giulia Romano oraz pracownię Pietra da Cortony. Obszar ten poddano również pracom archeologicznym, dzięki którym została odkryta pochodząca z II wieku Insula Ołtarza Niebiańskiego (wł. Insula dell’Ara Coeli). 22 marca 1885 roku w obecności króla Humberta I, reszty rodziny królewskiej oraz 3 tysięcy zaproszonych gości odbyła się uroczystość wmurowania kamienia węgielnego pod budowę pomnika. Koszty prac budowlanych pochłaniały wiele milionów lirów, co wywoływało liczne spory społeczne. Giuseppe Sacconi sprawował nadzór nad realizacją projektu do swojej śmierci w 1905 roku, po czym zadanie to przejął najpierw Gaetano Koch, zaś później Manfredo Manfredi i wreszcie Pio Piacentini. Nieukończony jeszcze pomnik został oficjalnie odsłonięty 4 czerwca 1911 roku, w 50. rocznicę zjednoczenia Włoch. W uroczystości inauguracyjnej wziął udział król Wiktor Emanuel III wraz z rodziną, a także premier Giovanni Giolitti oraz 6 tysięcy burmistrzów różnych włoskich miast. 

### Utworzenie Grobu nieznanego żołnierza
W sierpniu 1921 roku uchwałą włoskiego parlamentu, której projekt przygotował Luigi Gasparotto, minister wojny w rządzie Ivanoe Bonomiego pomnik Wiktora Emanuela II został wybrany jako miejsce lokalizacji Grobu nieznanego żołnierza. Idea utworzenia takiego miejsca została po raz pierwszy przedstawiona przez pułkownika Giulia Douheta, który na łamach czasopisma Il Dovere 24 sierpnia 1920 roku zaproponował, aby jego siedzibą uczynić Panteon w Rzymie. W związku z realizacją uchwały przeprowadzono ekshumację jedenastu zwłok żołnierzy poległych na polach bitewnych I wojny światowej i wystawiono je w bazylice Matki Bożej Wniebowziętej w Akwilei, w której 28 października 1921 roku Maria Bergamas, matka poległego żołnierza, dokonała losowego wyboru jednych zwłok. Zostały one następnie przewiezione koleją do Rzymu, gdzie 4 listopada przy udziale Wiktora Emanuela III, członków wszystkich rodzajów Włoskich Sił Zbrojnych, rodzin poległych w I wojnie światowej żołnierzy i setek zwykłych ludzi złożono je w centralnej części pomnika Wiktora Emanuela II, która zyskała przez to nazwę „Ołtarz Ojczyzny”, z czasem przeniesioną na całą budowlę. Wydarzenie to przyczyniło się do pojednania dotychczas mocno spolaryzowanego społeczeństwa włoskiego, zaś sam monument przestał być identyfikowany z królem, dla którego go wzniesiono, ale zaczął być traktowany jako pomnik wszystkich ofiar I wojny światowej. 

### Ukończenie budowy i dalsze losy
W 1935 roku dobiegły końca ostatnie prace budowlane, jakie toczyły się przy pomniku. 24 maja tego roku Wiktor Emanuel III dokonał otwarcia ulokowanego w pomieszczeniach pomnika Centralnego Muzeum Zjednoczenia Włoch (wł. Museo Centrale del Risorgimento), w którym znalazły się obrazy, dokumenty, fotografie oraz różne inne pamiątki z czasów wydarzeń, które doprowadziły do zjednoczenia państwa włoskiego. Nieco wcześniej, w 20. rocznicę przystąpienia Włoch do I wojny światowej w pomieszczeniach wystawiono sztandary rozwiązanych pułków wojskowych, które dotychczas składowano w Zamku Świętego Anioła.

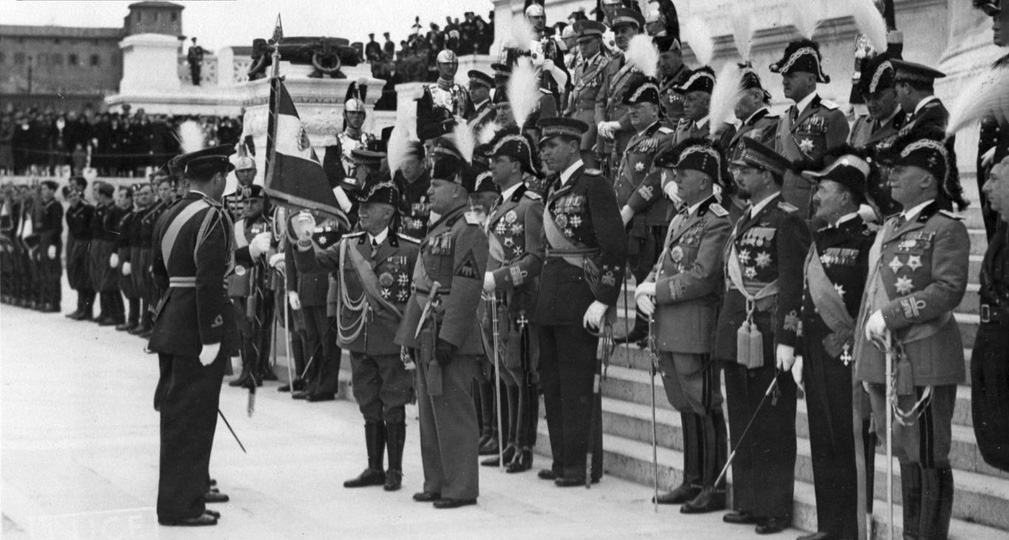
Ceremonia wojskowa z udziałem Benita Mussoliniego na obszarze pomnika około 1930 roku

W okresie rządów faszystów monument stał się ważnym punktem retoryki i propagandy ruchu faszystowskiego. Pełnił wtedy funkcję tła dla parad wojskowych odbywających się wzdłuż ulicy Via dell’Impero oraz przemówień przywódcy faszystów i premiera Benita Mussoliniego, które wygłaszał z balkonu pałacu Weneckiego.
Podczas II wojny światowej podziemia pomnika służyły jako schron przeciwlotniczy. Po II wojnie światowej budowla stała się przedmiotem głębokiej krytyki ze strony włoskiego społeczeństwa z powodu znaczenia, jakie miała dla faszystowskiego reżimu. 12 grudnia 1969 roku na obszarze monumentu miał miejsce zamach, w wyniku którego zostały zdetonowane dwie bomby. Eksplozja nie spowodowała żadnych ofiar wśród ludzi jednak poważnie uszkodziła konstrukcję budowli. W następstwie zamachu podjęto decyzję o zamknięciu pomnika dla zwiedzających. 2 października 1970 roku ponownie otwarto Centralne Muzeum Zjednoczenia Włoch, jednak po dziewięciu latach zostało ono zamknięte. W 1986 roku w pobliskim pałacu Weneckim odbył się happening, którego uczestnicy domagali się rozbiórki pomnika.
Pomnik Wiktora Emanuela II ponownie został częścią życia obywateli i odwiedzających Rzym turystów za sprawą prezydenta Włoch Carla Azeglia Ciampiego, który uczynił go ważnym elementem swojej polityki „pacyfikacji narodowej”, opartej na dokonanym na nowo przysposobieniu miejsc i symboli kraju. Po starannej renowacji monument został ponownie otwarty 24 września 2000 roku, tak aby korespondować z uroczystością rozpoczęcia roku szkolnego.

## Opis
Pomnik ma 81 m wysokości i 135 m szerokości. Zajmuje powierzchnię 17 tysięcy m². Pod kątem architektonicznym reprezentuje styl neoklasycystyczny, zaś jego ogólne formy Giuseppe Sacconi oparł na wyglądzie starogreckich budowli: Wielkiego Ołtarza Zeusa i sanktuarium Fortuny w Palestrinie. W zdobnictwie monumentu są obecne symboliczne motywy roślinne: palma (symbol zwycięstwa), dąb (symbol siły), wawrzyn (symbol wartości i zwycięskiego pokoju), mirt (symbol poświęcenia) oraz oliwka (symbol pokoju i zgody). Przy głównym wejściu na obszar budowli są umieszczone dwie fontanny będące alegorycznymi przedstawieniami mórz, z którymi graniczy obszar Włoch – po prawej stronie znajduje się wykonana przez Pietra Canonicę fontanna będąca alegorią Morza Tyrreńskiego, zaś po lewej stronie będąca dziełem Emilia Quadrellego fontanna reprezentująca Morze Adriatyckie. W strukturze pomnika zawarto także sześć kompozycji rzeźbiarskich stanowiących alegorię cech i wartości właściwych dla narodu włoskiego: siły, prawa, zgody, poświęcenia, czynu i myślenia (pierwsze cztery są wykonane z marmuru, dwie ostatnie z pozłacanego brązu). Ponadto na obszarze kompleksu znaleźć można cztery pozłacane posągi bogini zwycięstwa Wiktorii autorstwa Nicoli Cantalamessy, Adolfa Apolloniego, Maria Rutellego i Arnalda Zocchiego.
W centrum całego kompleksu znajduje się konny posąg króla Wiktora Emanuela II. Posąg ten waży 50 t i ma 12 m zarówno wysokości, jak i długości. Za jego projekt i wykonanie w dużej mierze był odpowiedzialny Enrico Chiaradia, po którego śmierci w 1901 roku prace dokończył Emilio Gallori. Posąg został odlany z brązu pochodzącego z niektórych armat należących do Wojsk Lądowych Królestwa Włoch przez kompanię Bastianelli w 1906 roku, zaś jego montaż w docelowym miejscu odbył się cztery lata później. Władca jest na nim ubrany w wysokiej rangi mundur i siedzi na koniu, który kroczy uroczystym oraz eleganckim chodem. Przy jego projektowaniu Enrico Chiaradia inspirował się długą tradycją pomnikowych przedstawień władców na koniach, którą w Rzymie reprezentuje pomnik konny Marka Aureliusza. Posąg jest posadowiony na cokole ozdobionym wykonanymi przez Eugenia Maccagnaniego płaskorzeźbami będącymi alegoriami czternastu włoskich miast, które niegdyś były stolicami republik morskich: Ferrary, Turynu, Urbino, Amalfi, Neapolu, Bolonii, Florencji, Wenecji, Genui, Palermo, Pizy, Rawenny, Mantui i Mediolanu.
U podnóża konnego posągu Wiktora Emanuela II leży obiekt zawierający Grób nieznanego żołnierza, do którego od głównego wejścia prowadzą schody mające 196 stopni. Na środku tego obiektu znajduje się duży, wykonany przez Angela Zanellego posąg bogini Romy stojący na tle ściany wyłożonej złotą mozaiką – dokładnie pod tym posągiem od 1921 roku spoczywają zwłoki anonimowego żołnierza poległego podczas I wojny światowej. Obok miejsca jego pochówku wartę honorową pełni dwóch żołnierzy, wybieranych z dywizji Marynarki Wojennej, Wojsk Lądowych i Sił Powietrznych. Posąg Romy został umieszczony na swoim miejscu 21 kwietnia 1925 roku. Po lewej stronie posągu znajduje się grupa płaskorzeźb o nazwie Trionfo del  Lavoro (pol. „Triumf pracy”), z kolei po prawej stronie jest grupa płaskorzeźb zatytułowana Trionfo dell’Amor Patrio (pol. „Triumf miłości ojczyzny”).
Górną część pomnika zajmuje masywna, zakrzywiona, mająca 72 m długości kolumnada składająca się z szesnastu wysokich na 15 m korynckich kolumn. Belkowanie kolumnady jest udekorowane posągami stanowiącymi personifikacje szesnastu regionów wchodzących ówcześnie w skład Włoch: Piemontu, Lombardii, Wenecji Euganejskiej, Emilii-Romanii, Toskanii, Marche, Umbrii, Lacjum, Abruzji, Kampanii, Apulii, Basilicaty, Sycylii, Kalabrii i Sardynii. Każdy z posągów został wykonany przez rzeźbiarza pochodzącego z danego regionu. Wnętrze kolumnady zdobią mozaiki przedstawiające alegorie wiary, siły, pracy i mądrości. Kolumnada jest flankowana przez propyleje, na których szczycie widnieją łacińskie napisy: na lewej propylei jest napis PATRIAE UNITATI (pol. „Jedność ojczyzny”), zaś na prawej CIVIUM LIBERTATI (pol. „Wolność obywateli”). Propyleje są zwieńczone przez kwadrygi, zamontowane na swoich miejscach w 1927 roku. Kwadryga z lewej propylei, wykonana przez Carla Fontanę symbolizuje jedność, zaś ta z prawej propylei, autorstwa Paola Bartoliniego symbolizuje wolność. 
Pomnik ma także duże, bogato zdobione i ulokowane w podstawie pomieszczenia, których jedna połowa jest wykorzystywana do organizowania wystaw, zaś drugą zajmuje Centralne Muzeum Zjednoczenia Włoch. Wejście do muzeum znajduje się po lewej stronie budowli.

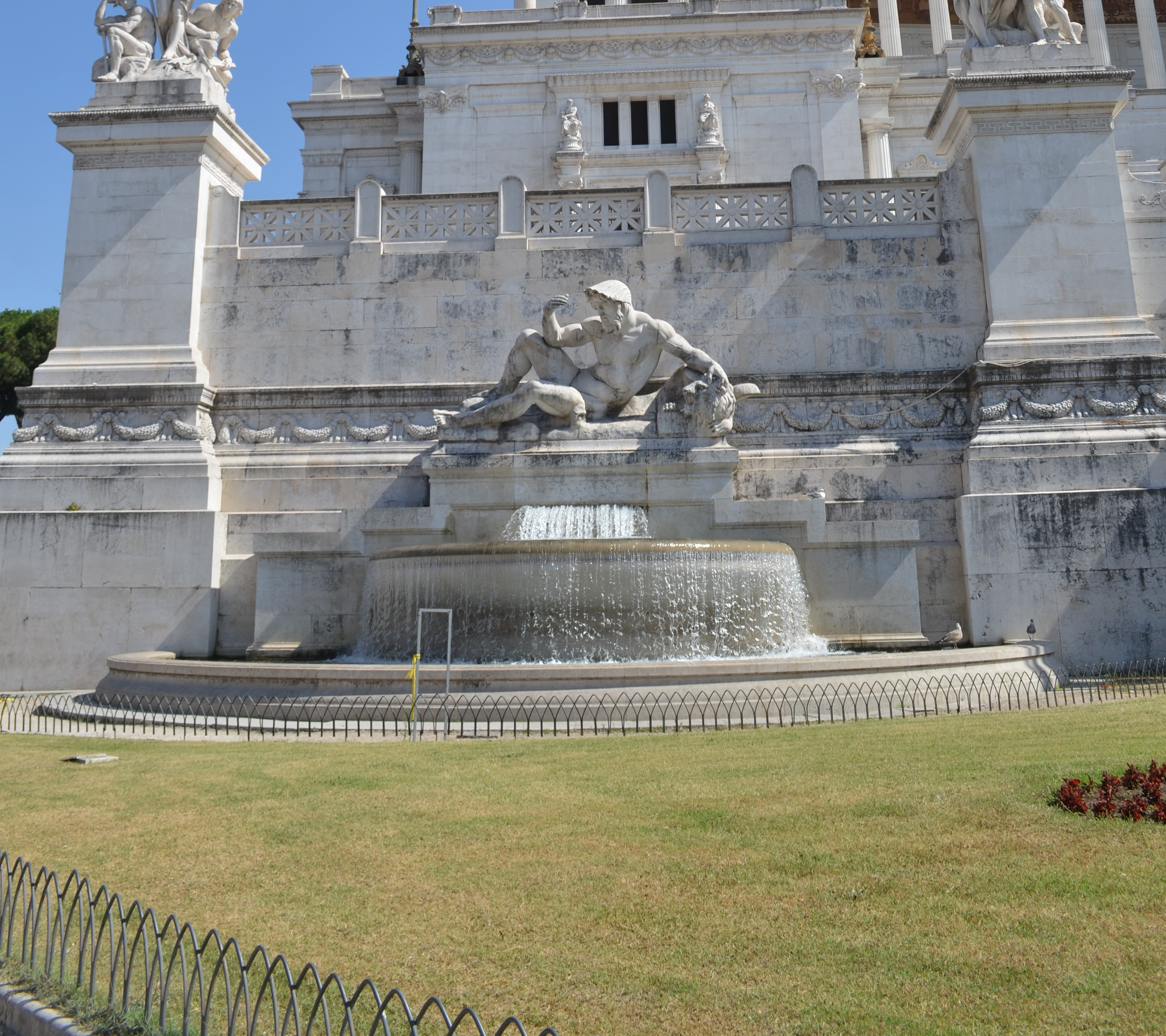
Fontanna będąca alegorią Morza Adriatyckiego
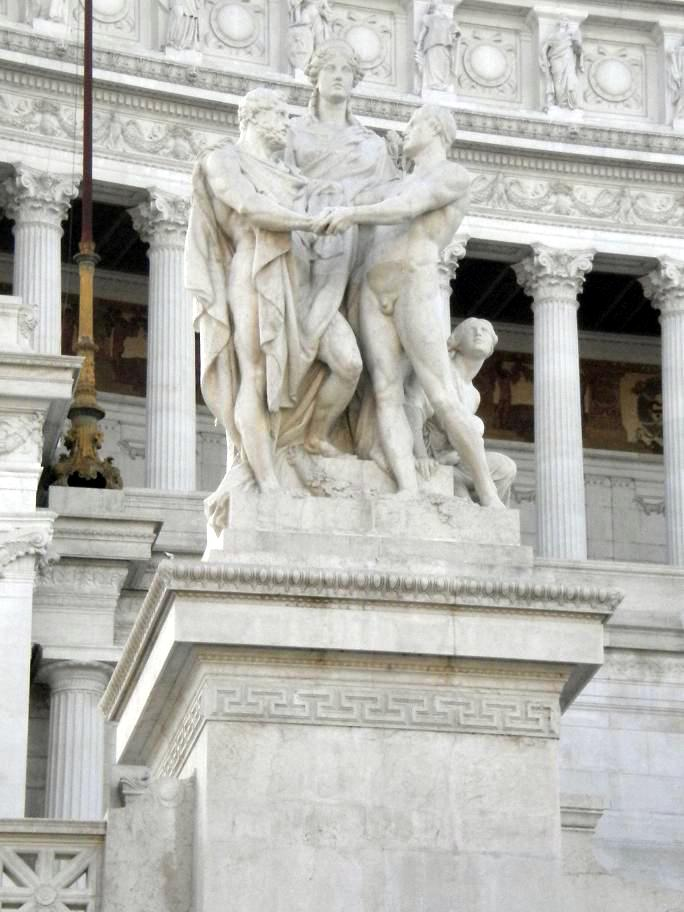
Kompozycja rzeźbiarska będąca alegorią zgody
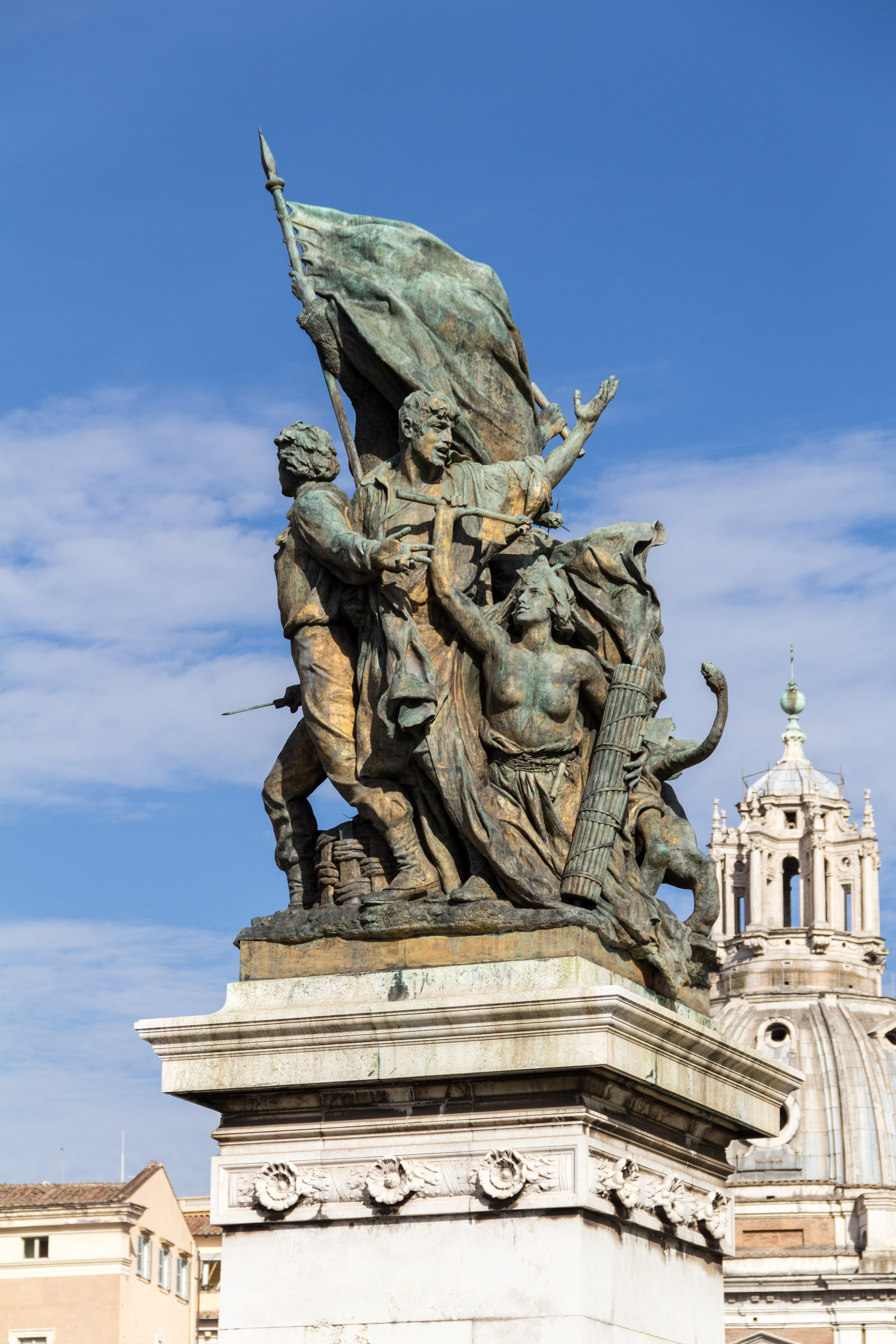
Kompozycja rzeźbiarska będąca alegorią czynu
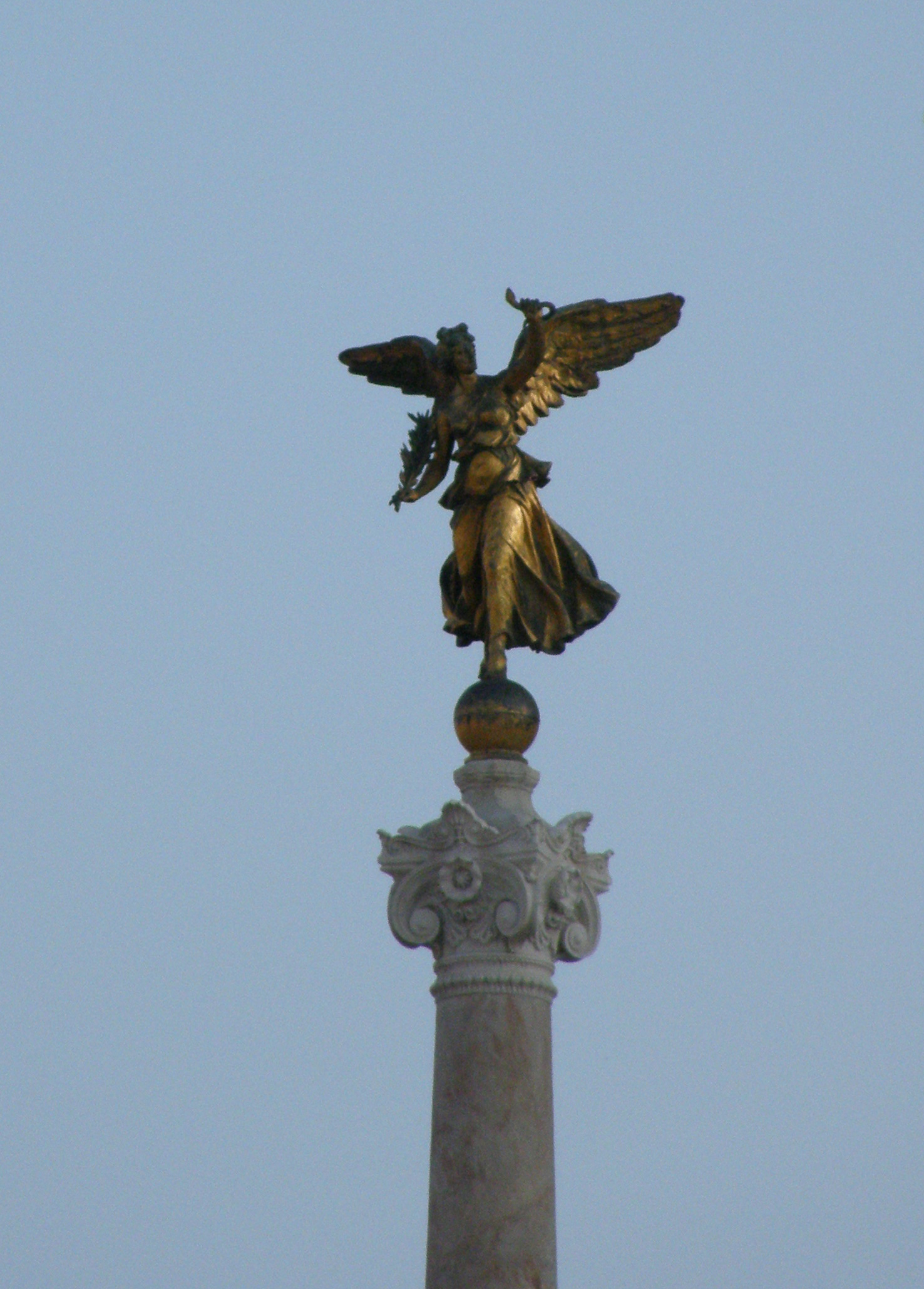
Jeden z posągów Wiktorii (autorstwa Nicoli Cantalamessy)
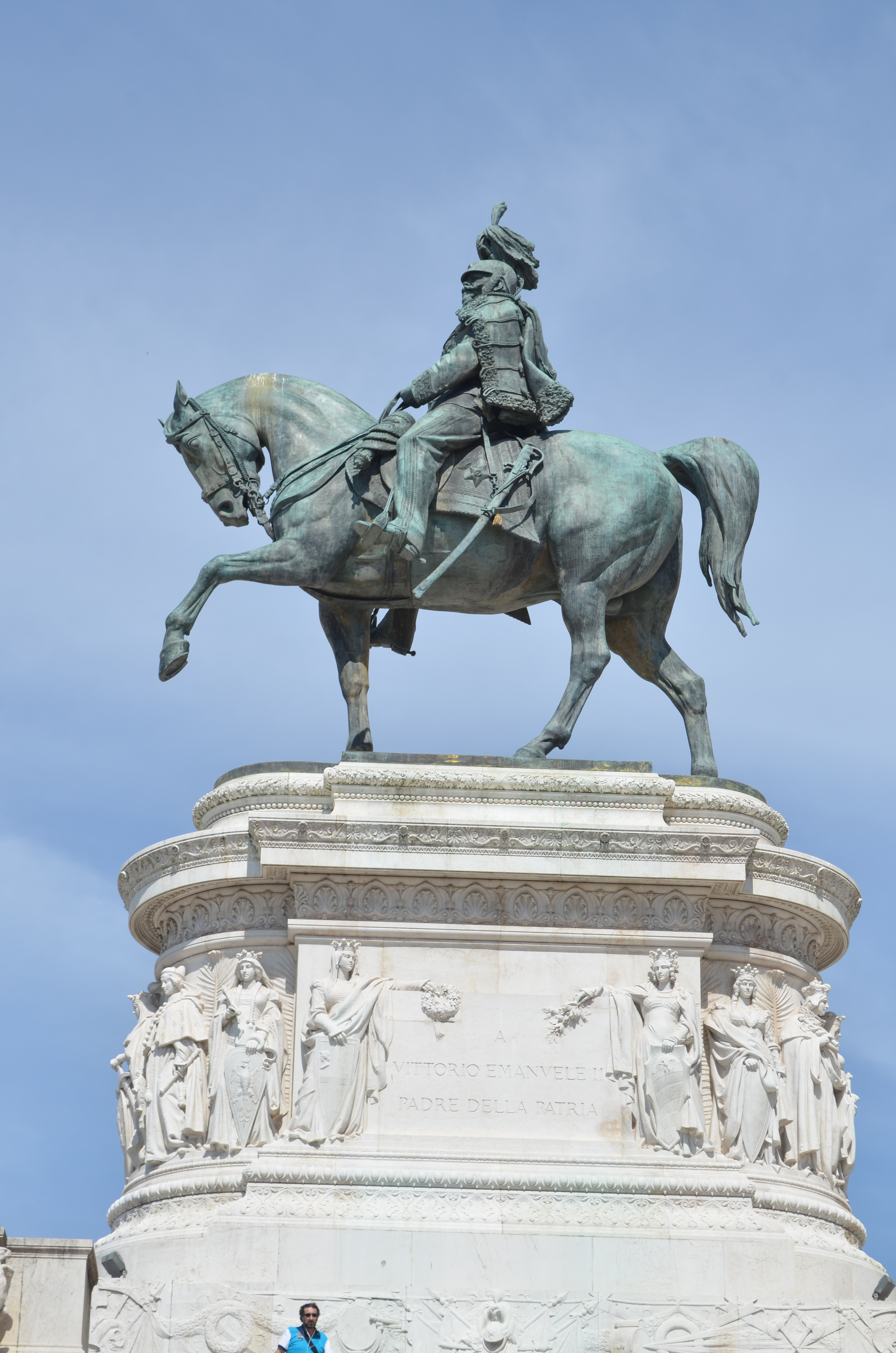
Konny posąg Wiktora Emanuela II wraz z cokołem
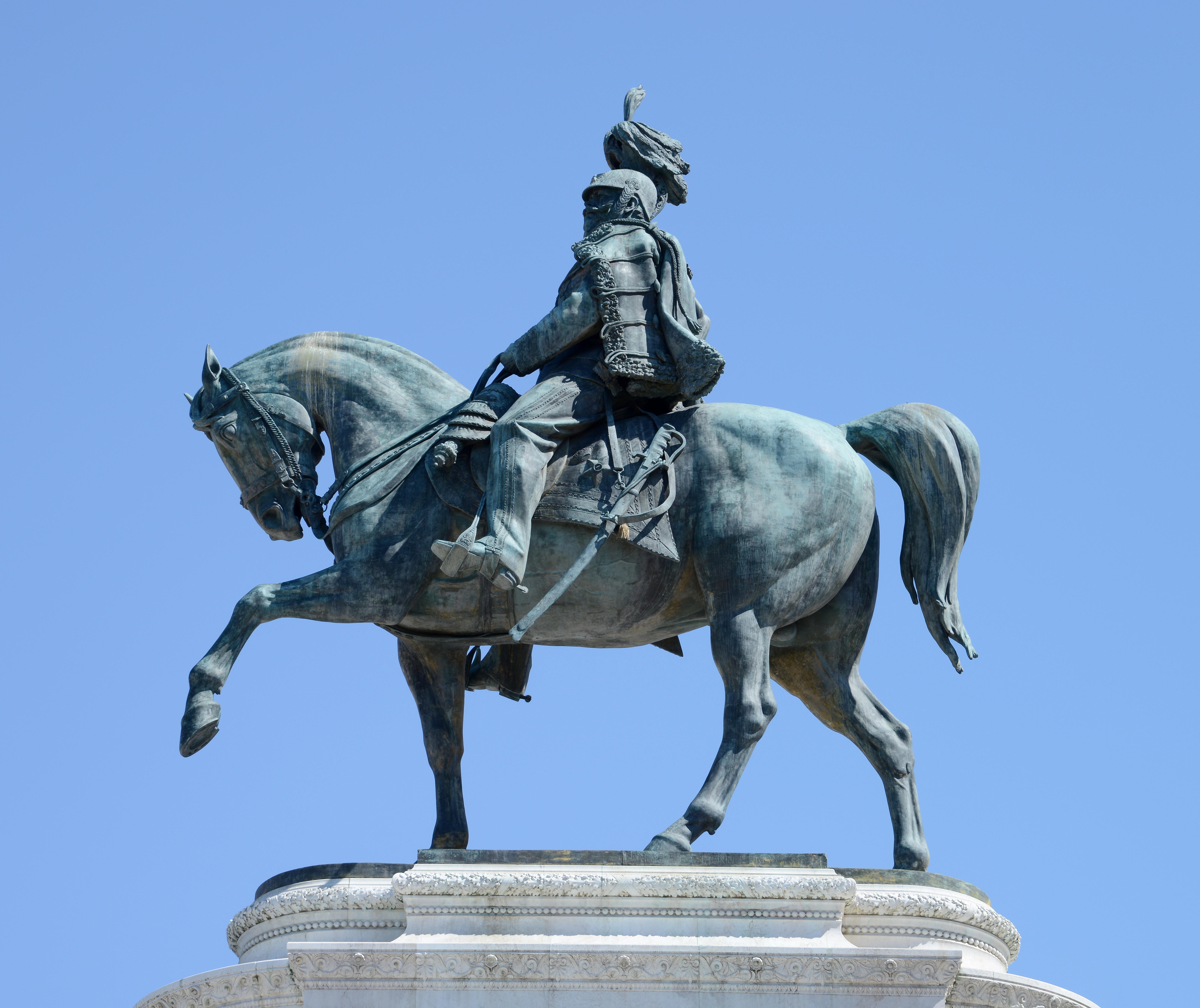
Konny posąg Wiktora Emanuela II
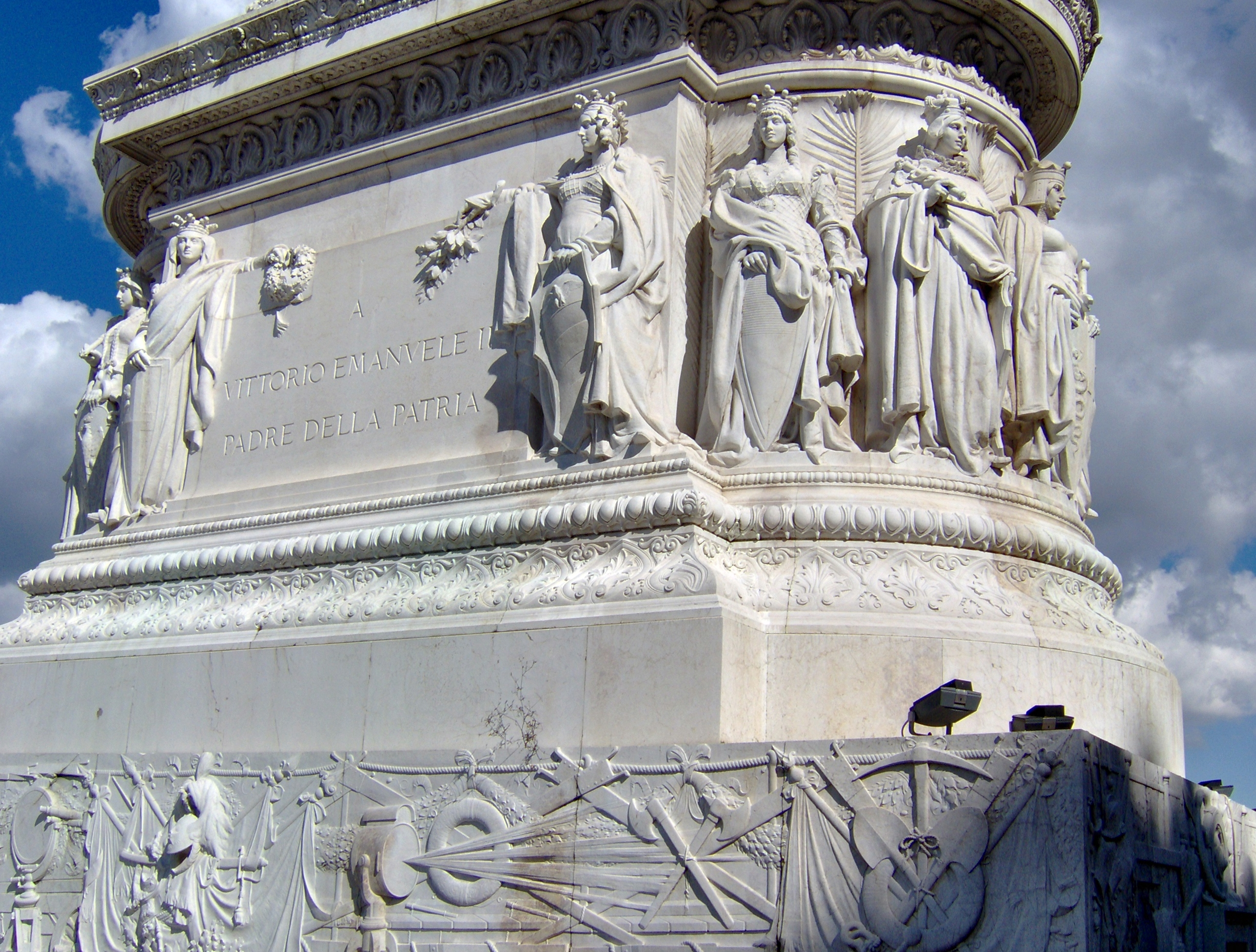
Cokół konnego posągu z płaskorzeźbami będącymi alegoriami włoskich miast
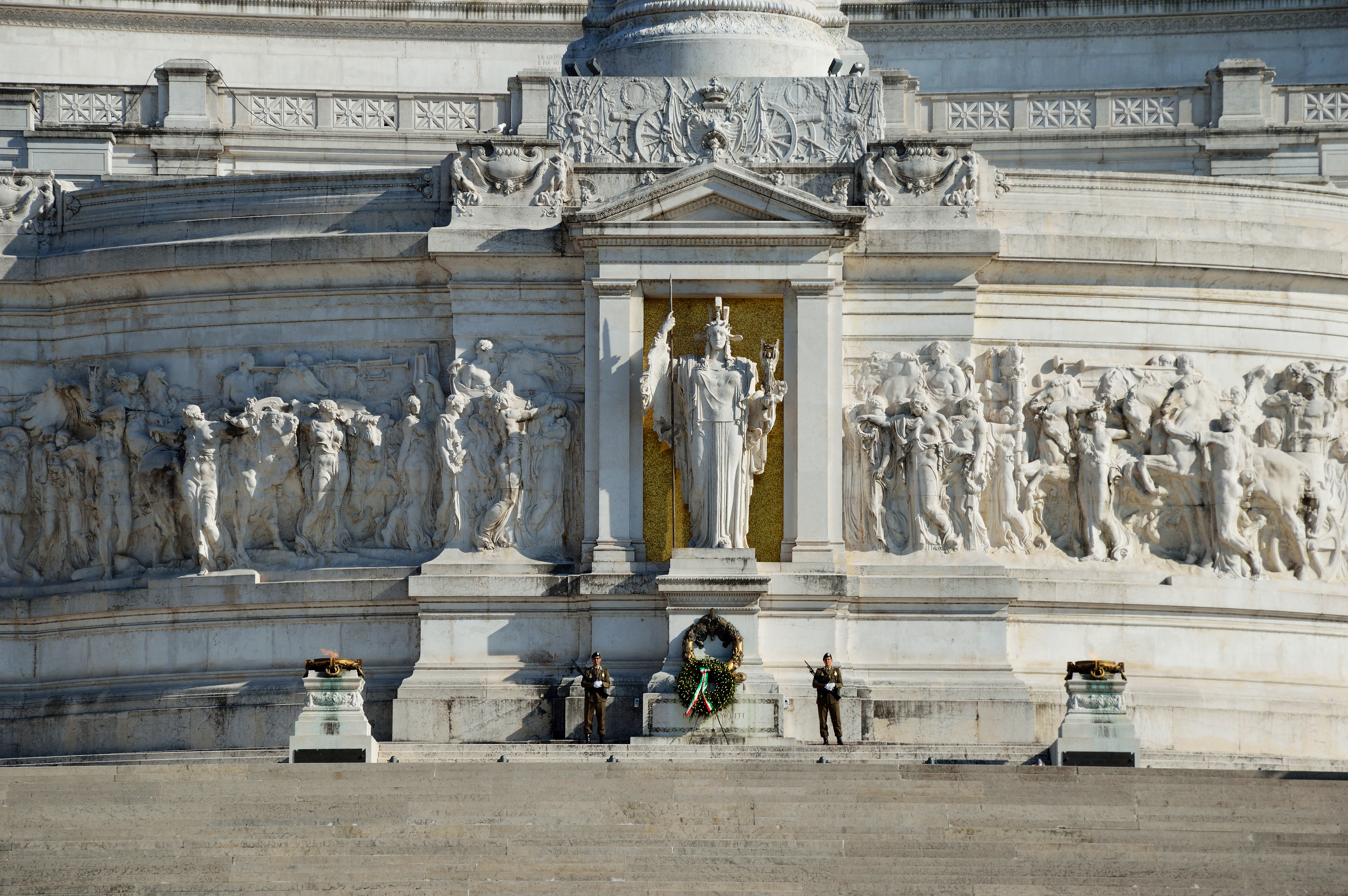
Centralna część pomnika z Grobem nieznanego żołnierza
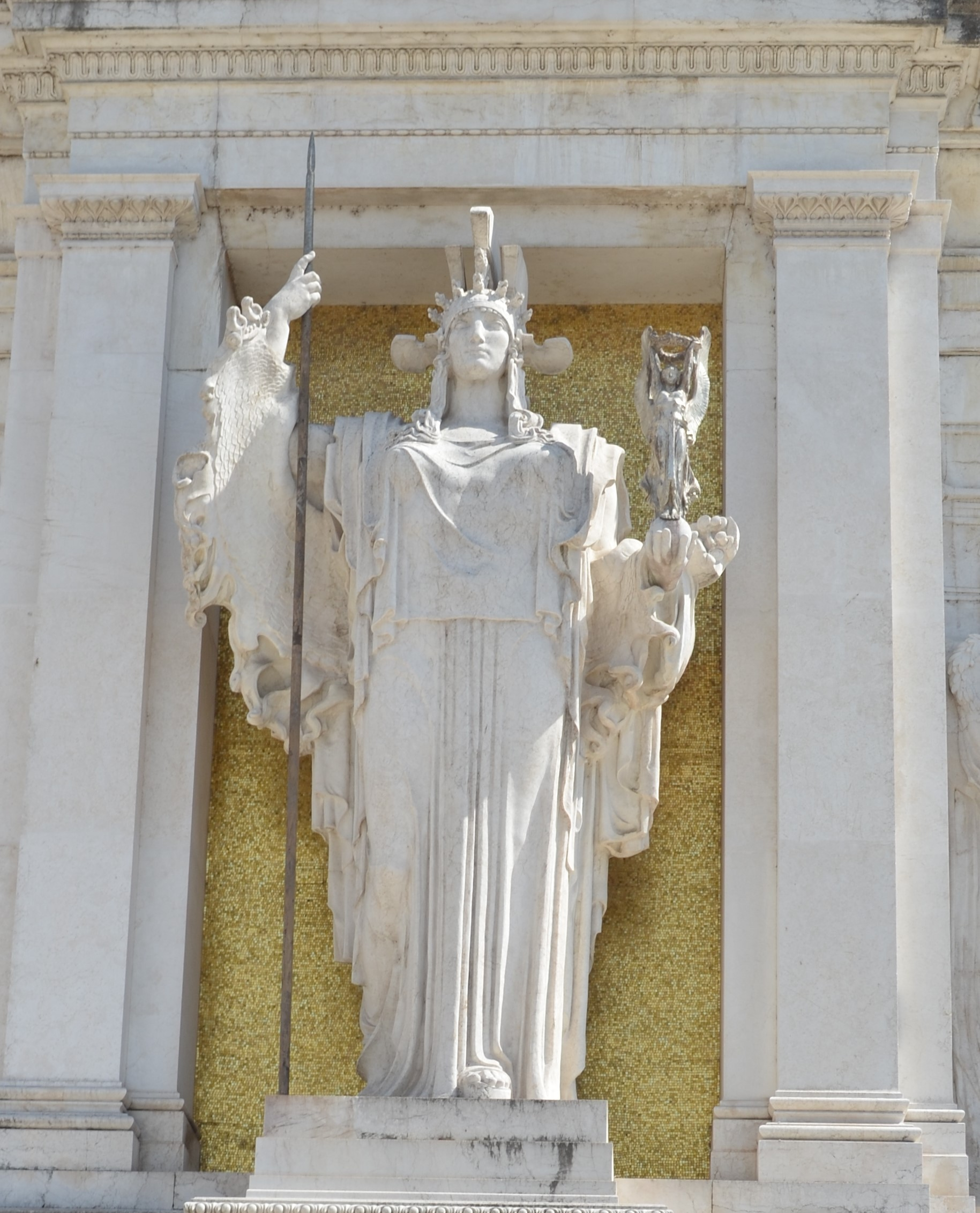
Posąg Romy
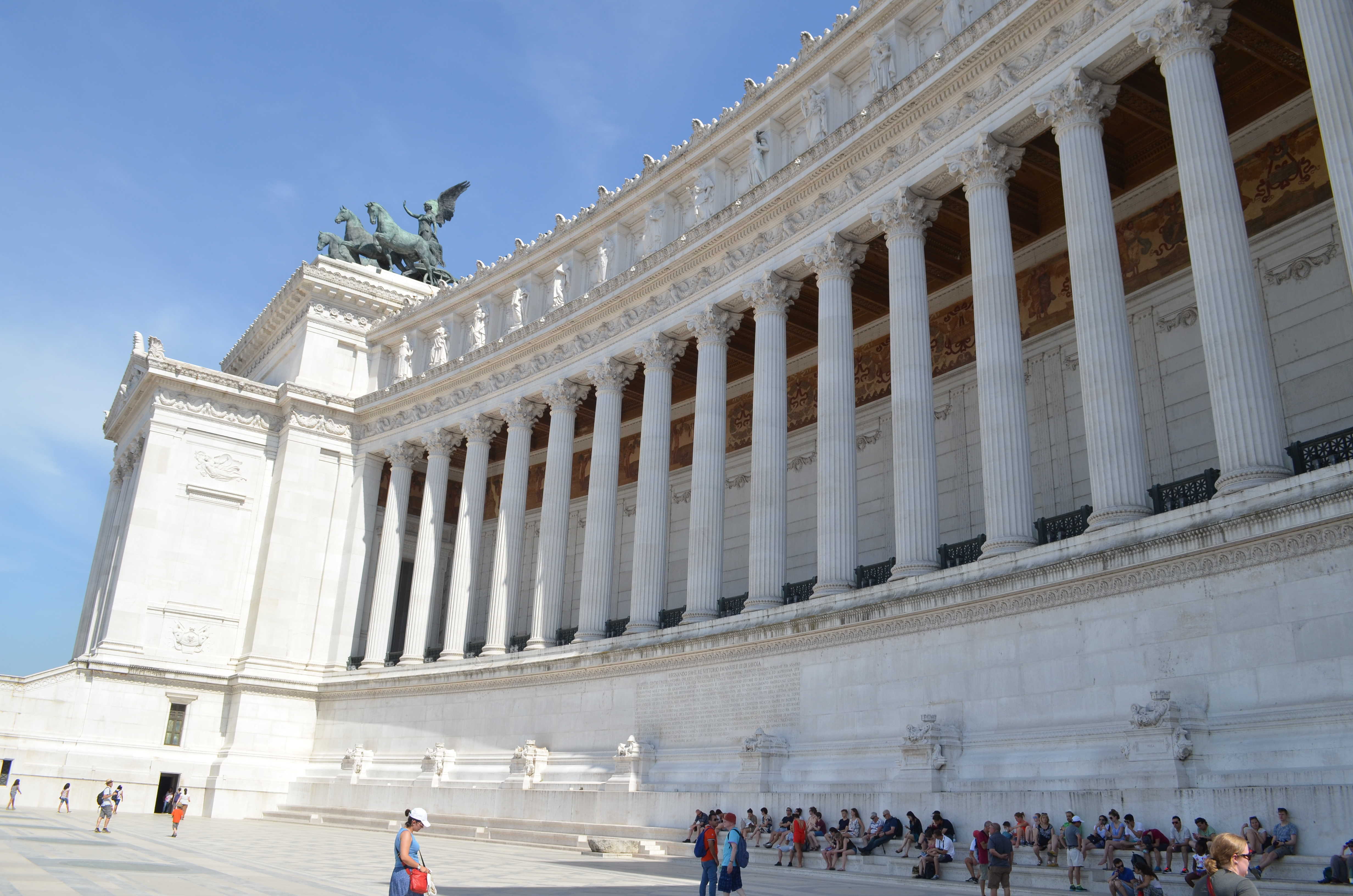
Kolumnada
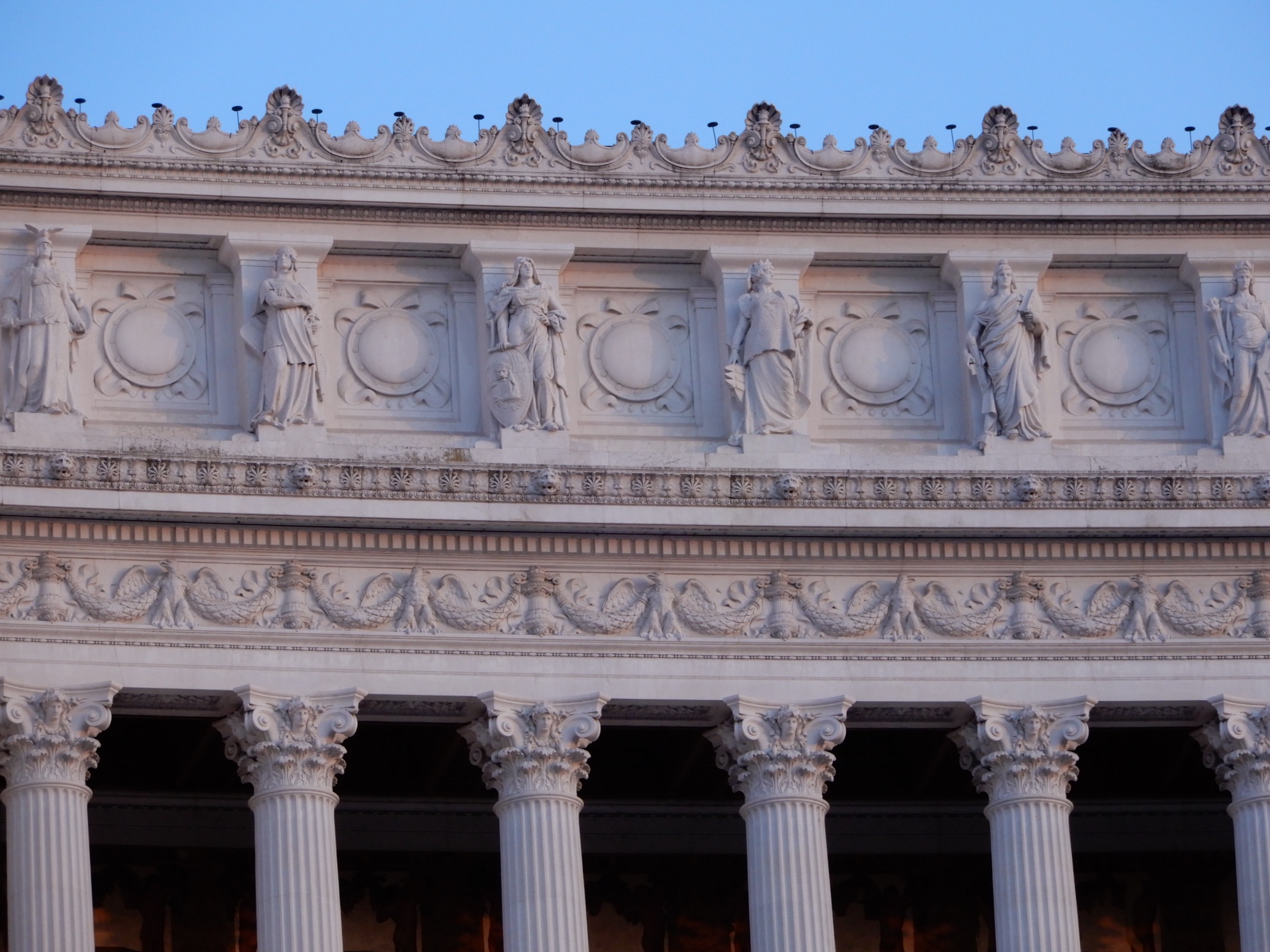
Belkowanie kolumnady z posągami uosabiającymi włoskie regiony
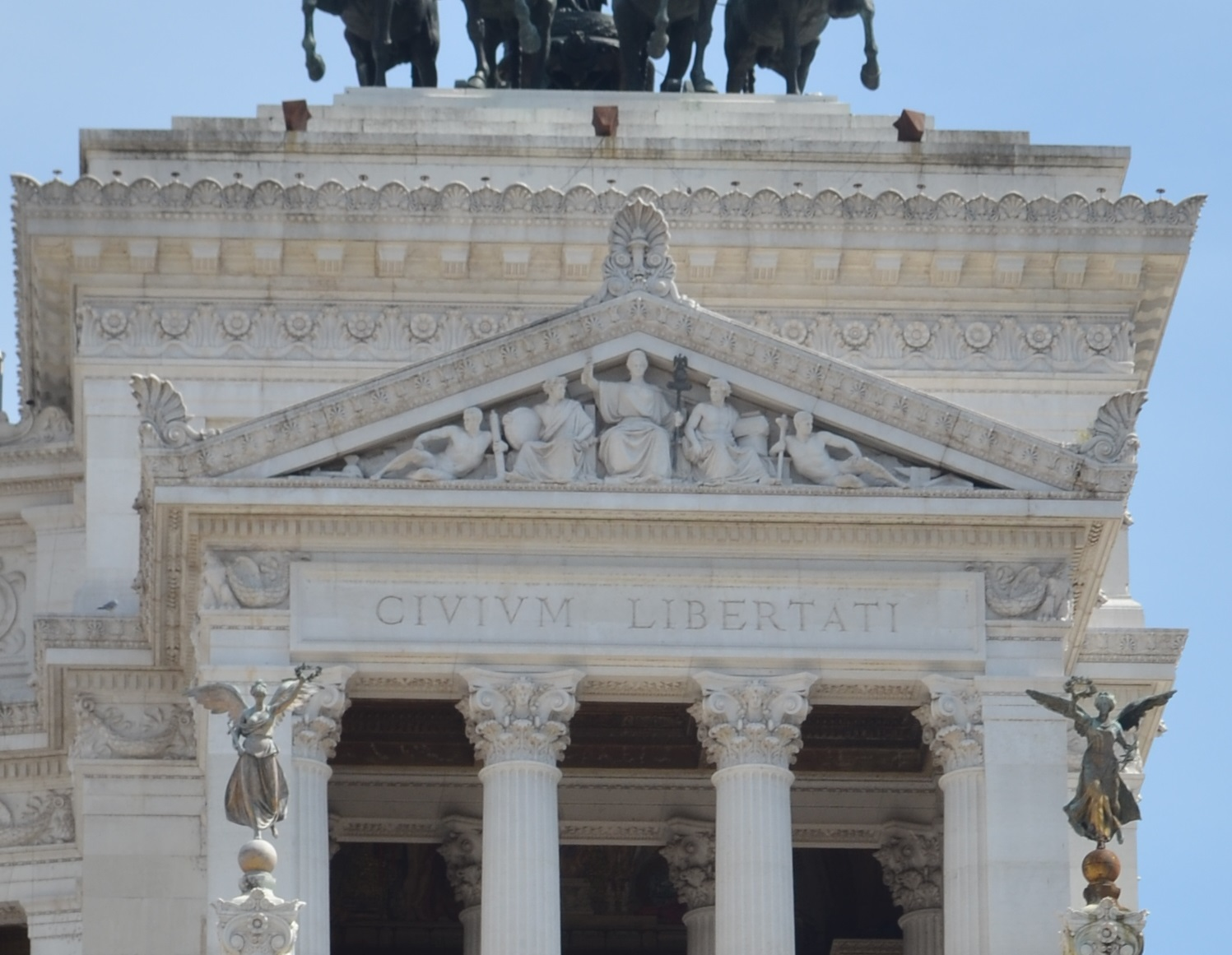
Szczyt prawej propylei kolumnady
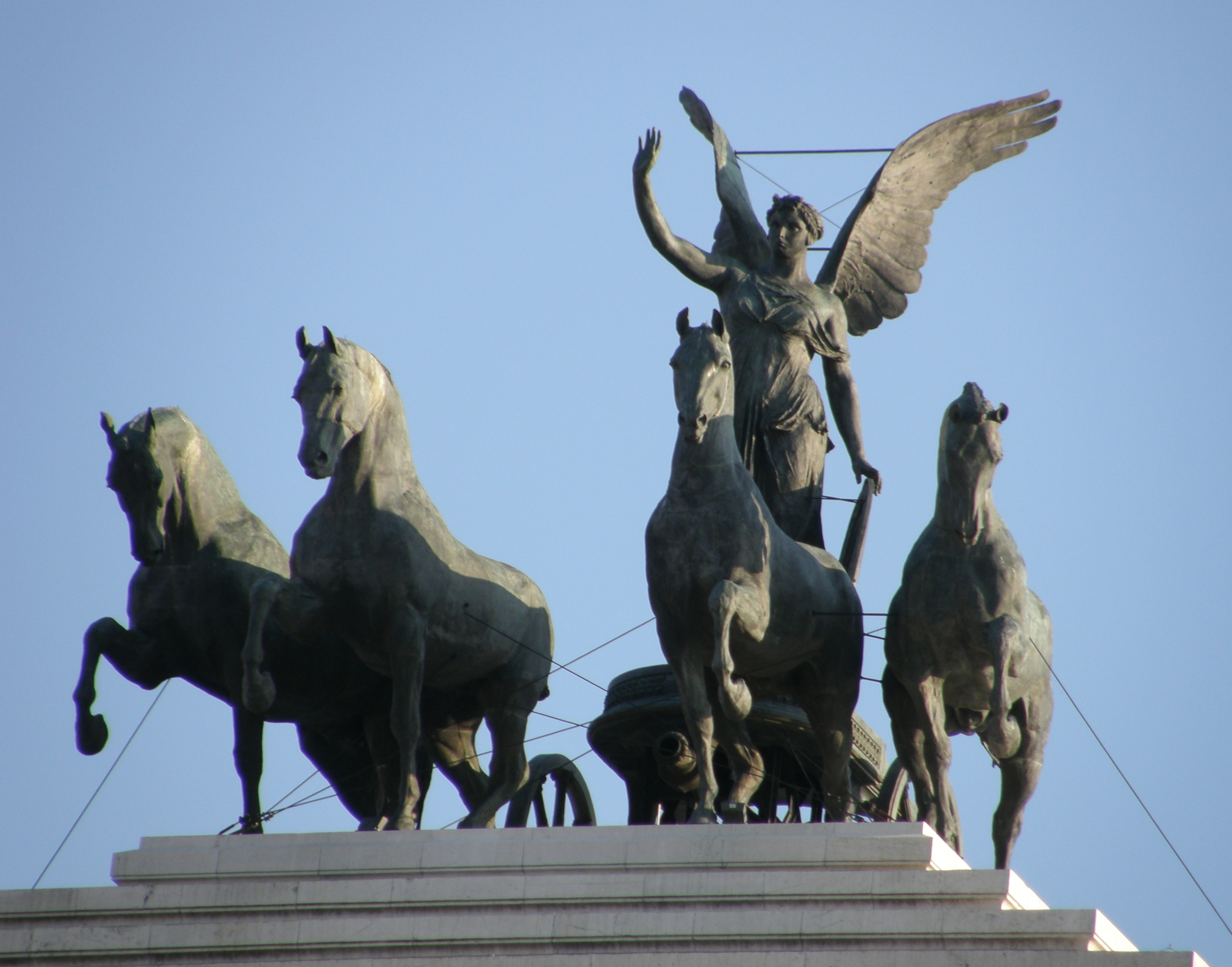
Kwadryga symbolizująca jedność
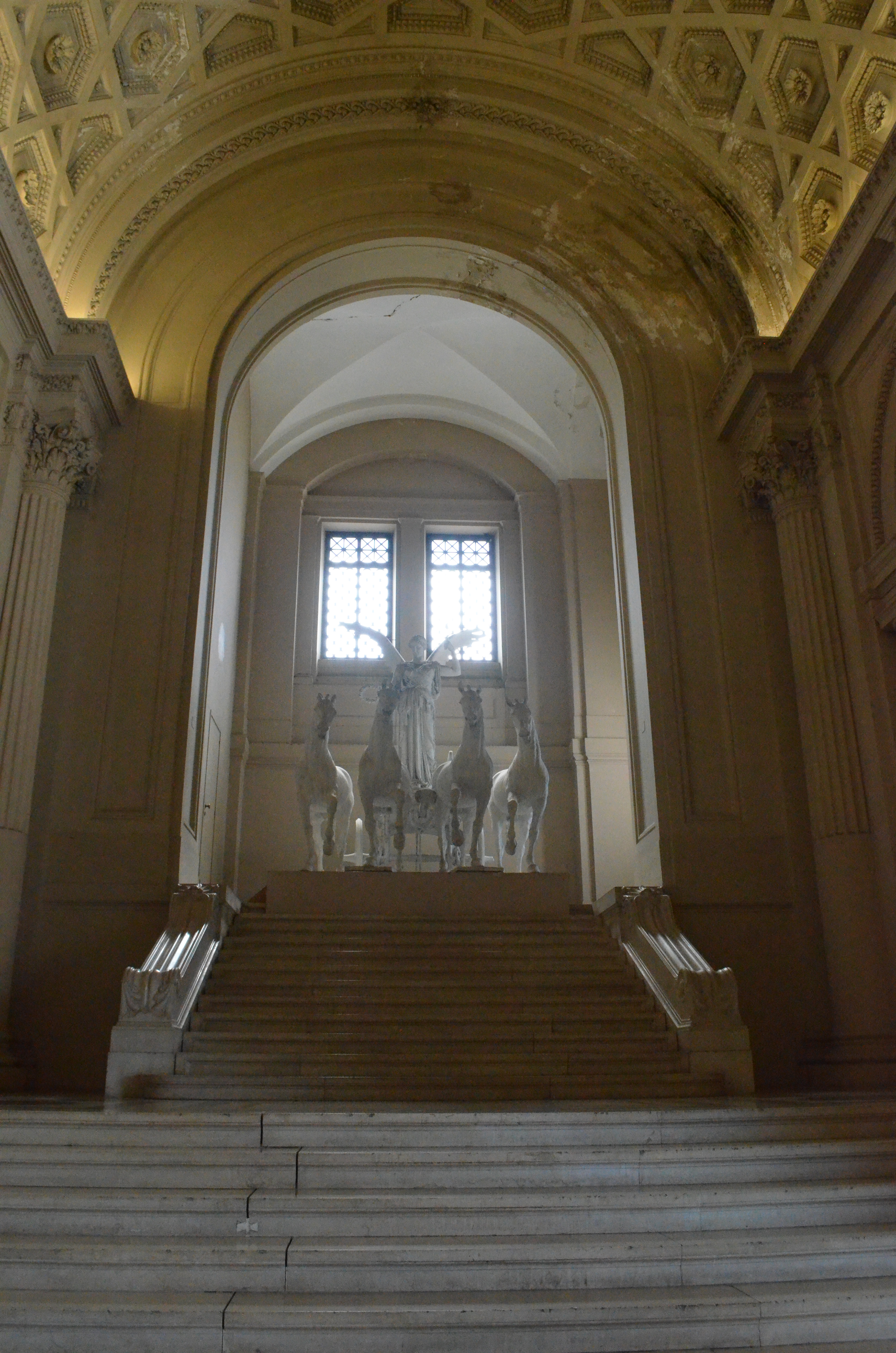
Jedno z pomieszczeń pomnika

## Lokalizacja i turystyka
Pomnik Wiktora Emanuela II jest położony w historycznym centrum Rzymu, przy placu Weneckim, pomiędzy ulicą Via del Corso a Kapitolem. W pobliżu pomnika znajdują się Panteon, Forum Romanum i Koloseum. Można się do niego dostać korzystając z linii B rzymskiego metra i wysiadając na stacji Colosseo. Niedaleko od monumentu znajdują się ponadto przystanki autobusowe następujących linii: 40, 44, 84, 780 i 810.

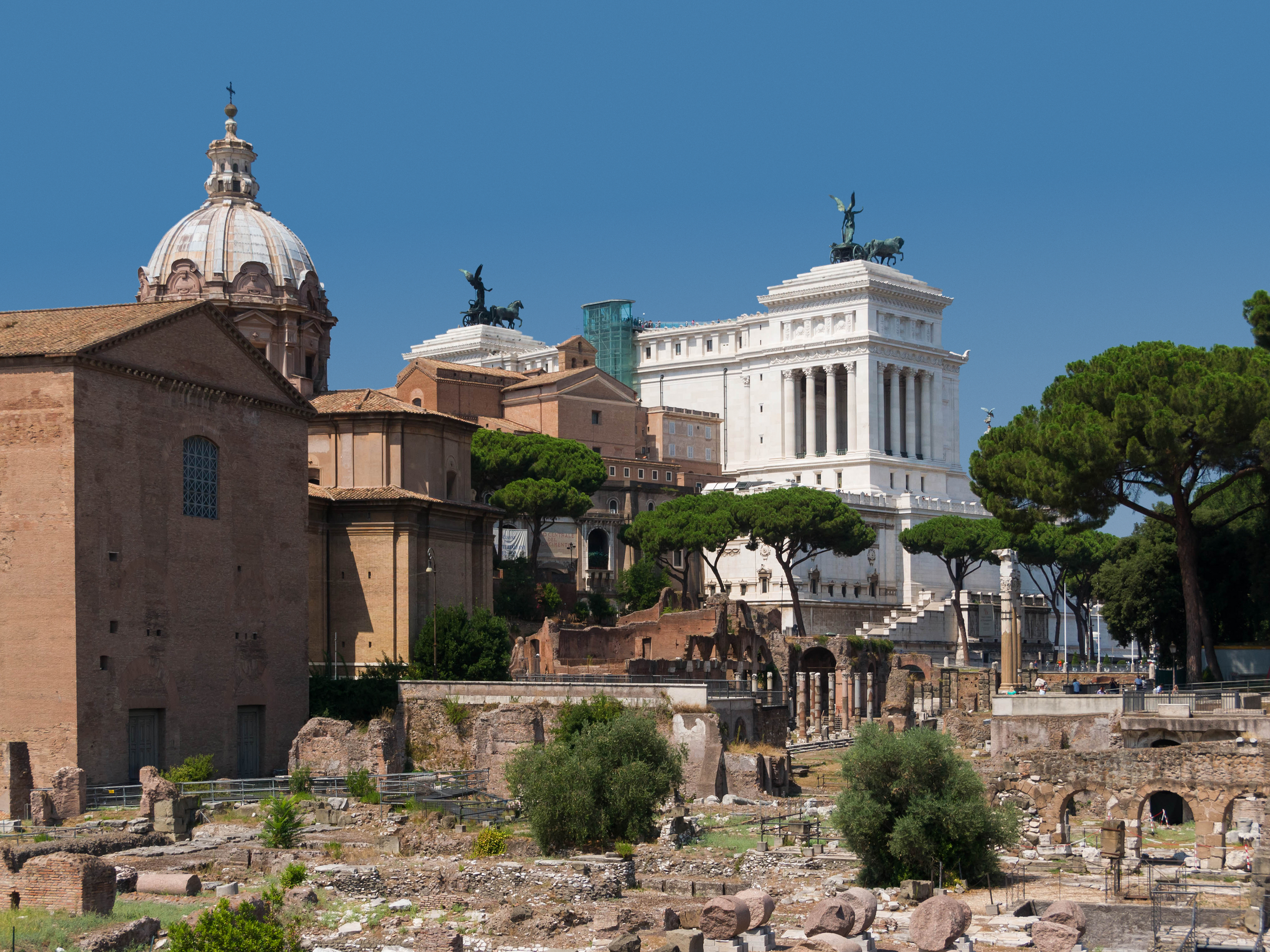
Widok na tył pomnika w 2013 roku

Monument jest bezpłatnie otwarty dla turystów w godzinach 9:30-19:30 przez cały rok, z wyjątkiem 25 grudnia i 1 stycznia. Muzeum z kolei jest czynne w godzinach 9:30-18:30 i wstęp do niego jest płatny - wyjątek stanowi pierwsza niedziela każdego miesiąca. W strukturze pomnika są obecne dwa tarasy widokowe. Jeden z nich jest położony przed kolumnadą, zaś drugi na jej szczycie, pomiędzy kwadrygami. Taras ten, zwany Terrazza delle Quadrighe (pol. „Taras kwadryg”) został otwarty 31 maja 2007 roku, a dostęp do niego zapewnia płatna przeszklona winda znajdująca się z tyłu pomnika. Każdego roku z windy korzysta blisko 0,5 miliona zwiedzających, co przynosi około 2,7 miliona euro przychodu. Cały pomnik natomiast jest odwiedzany przez około 3 miliony ludzi rocznie, przez co jest jednym z najczęściej odwiedzanych miejsc we Włoszech. 

## Kontrowersje
Ze względu na swoje rozmiary, formy architektoniczne i odznaczającą się na tle fasad rzymskich budynków barwę pomnik Wiktora Emanuela II jest krytykowany przez różne środowiska społeczne. Wielu mieszkańców Rzymu stosuje wobec budowli prześmiewcze określenia, tj. „tort weselny”, „maszyna do pisania” czy „proteza stomatologiczna”.

W 2011 roku Ugo Volli, profesor semiotyki na Uniwersytecie Turyńskim na łamach dziennika Avvenire wypowiedział się na temat monumentu następująco: 

Vittoriano jest pomnikiem włoskich wad narodowych, krzywym zwierciadłem odbijającym włoskie problemy, syndromem kraju zacofanego, prowincjonalnego, niedbającego o swoje dziedzictwo artystyczne. (...) To, że ma już sto lat i że mówi ciągle o nas, wcale mnie nie cieszy: mnie to przeraża.

Z kolei polski historyk sztuki Jan Białostocki w swojej wydanej w 1963 roku publikacji Sztuka cenniejsza niż złoto tak pisał o rzymskiej budowli: 

Dzieło to mało ma równych sobie w dziwactwie, przeładowaniu i nieprzystosowaniu do otaczającego je pejzażu urbanistycznego. Na tle ciepłych barw rzymskiego trawertynu martwą bielą rysuje się zimny pizański marmur. Fakt, że najszlachetniejsze intencje prowadziły do trwałego zeszpecenia jednego z najpiękniejszych miast świata, ujawnia, jak głęboko sięgał kryzys estetyczny europejskich społeczeństw.